# 鄭松泰
鄭松泰博士（英語：Cheng Chung-tai；1983年11月5日—），香港社會學學者及政治人物，曾任香港立法會議員（新界西）地區直選議員及前熱血公民末代主席。因獲得博士學位而有綽號「泰博」，並曾於香港理工大學應用社會科學系擔任專任導師，任教香港社會、香港政治經濟學、現代中國文化及社會學導論等科目，亦曾於網絡電台熱血時報主持節目《熱血政治》。2021年9月解散其政黨後淡出政壇，轉為經營物流及搬運公司，並於2023年移居日本。

## 早年
1983年11月5日，出生於港英時代的鄭松泰，出身於香港的基層家庭，祖父母是廣東中山人，其後為後來由當居住到九龍牛池灣彩虹邨長大，一去到屋邨街市做小商販。中學時曾就讀張振興伉儷書院，後來考入香港浸會大學及香港理工大學社會政策系學士，直到北京求學前曾擔任民主黨灣仔區議員李繼雄的議員助理接近一年，後轉投民建聯。2005年到北京大學修讀社會學系碩士及博士，及後於2010年畢業於北大取得社會學哲學博士學位，导师为谢立中，博士论文题目为《流动与联系——关于80后农民工使用手机的经验研究》。在北京生活的五年，至於較多，他坦言見證了中國大陸的變化，亦令他決定畢業後回香港發展，更讓他體會到在中國大陸生活得越長時間，現在就越不想香港變成中國的普通城市。

## 政治生涯

### 2014年港鐵站示威
2014年8月20日，一隻流浪犬誤闖東鐵綫路軌，港鐵公司在未能將它帶離路軌範圍就通車，結果遭一列直通車輾斃。翌日鄭與熱血公民在旺角東站聲討港鐵處理失當，搭往上水站時在車廂向乘客派發傳單，並於上水站月台進行拜祭及展示標語。月台職員警告鄭「未經特准展示資料以作廣告用途」

### 狙擊人大副秘書長李飛
2014年9月1日，全國人大常委會副秘書長李飛訪港出席香港政府及中聯辦聯合舉辦的政制發展簡介會，當晚鄭松泰率領熱血公民成員在李飛入住的香港君悅酒店附近街道示威者衝擊，然而，警方以懷疑突然發生事故時從來有人衝擊警察防線被警方拘捕熱血公民成員黃洋達、鄭錦滿、鄭松泰等名20人，此外鄭被控「在公眾地方之後行為不檢」之下，鄭松泰表示他其後獲准逗留保釋候查。

### 親中媒體點名批評
2014年10月16日，鄭松泰在參與佔領運動中，《熱血時報》發表了一篇名為《你們的子女在替你們埋單》的文章，《文匯報》及《大公報》分別於23日及24日發表文章批評鄭松泰，事件在網絡惹起很大迴響，及後《熱血時報》發現文章內容被人惡意篡改。

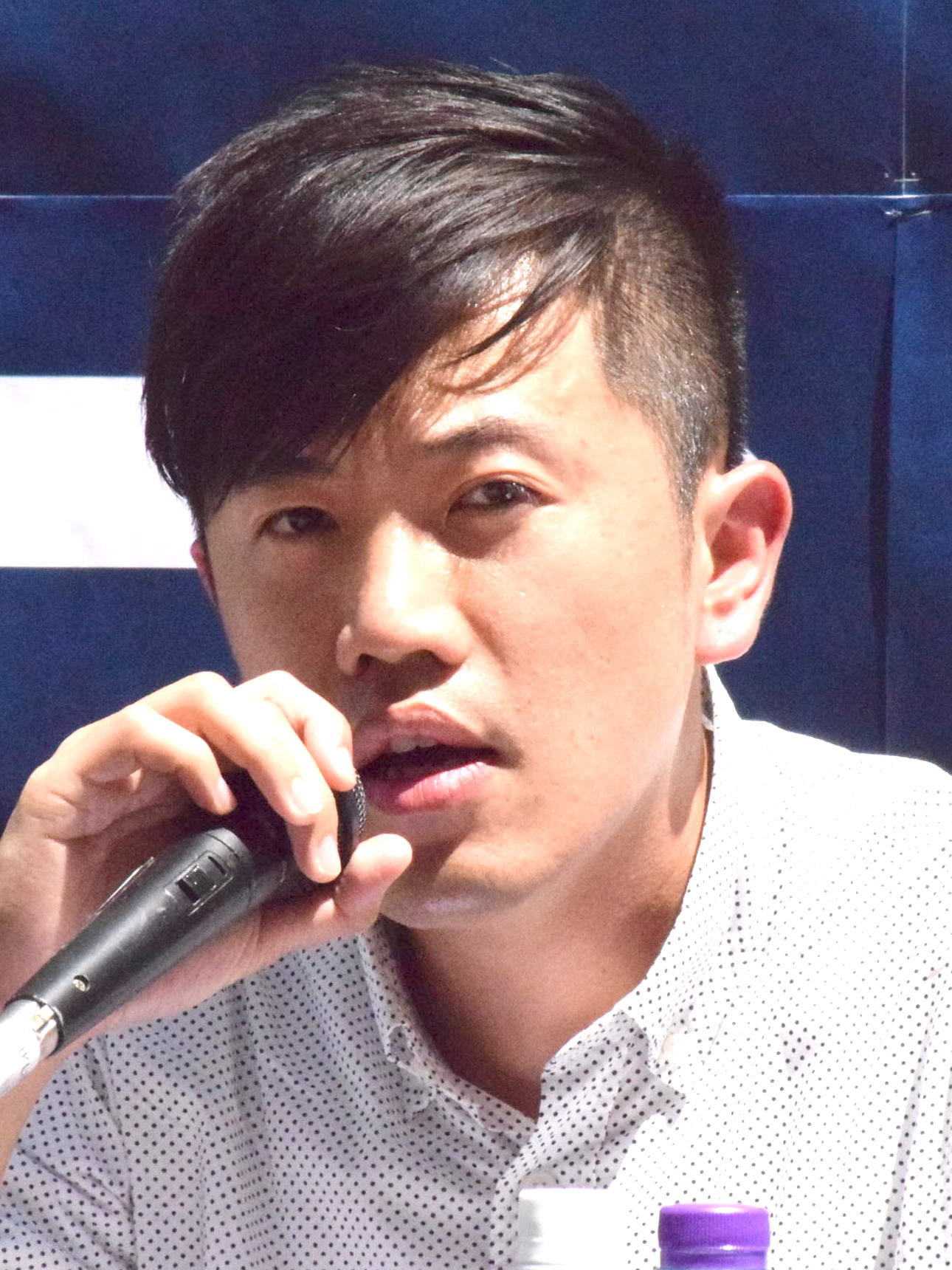
熱血公民的黨主席鄭松泰（2015年）

2015年2月11日，《文匯報》港聞版點名批評鄭松泰「多次帶領熱血公民成員四處搞事」。

### 反水貨客示威
2015年1月18日，鄭松泰聯同「四眼哥哥」鄭錦滿與一眾熱血公民成員前往上水港鐵站示威，在站外派發單張，又在站內提醒拖篋客及水貨客將行李過磅，警方及港鐵職員在場監視。同年2月及3月，鄭松泰帶領熱血公民成員與其他組織進行光復屯門及光復元朗，組織示威遊行抗議水貨走私。 3月8日晚上，鄭松泰以個人身份參與其他組織在尖沙咀所進行的反水貨客示威。

### 遭親中團體要求撤職
2015年3月5日，數名市民及家長於香港理工大學向校長唐偉章遞交信件，表達對鄭松泰立場及行為的不滿，校方表示會向鄭松泰、其系主任及院長轉達有關意見及作出適當跟進。
3月13日早上，“親中團體”「忠義民團」近30名成員於香港理工大學請願，批評鄭松泰發起及煽動群眾組織反水貨客行動，促請校方將其解僱。理大發言人表示，一直維護學術及言論自由，教職員可以自由透過不同渠道發表言論，惟必須自行承擔因言論而衍生的責任，校方不會對他們的言論及行為負責。發言人又指出，理大在維護學術自由及言論自由的同時，亦要求教職員客觀及理性地表達意見，以及尊重不同的意見和立場，任何言論暴力或者肢體衝撞行為都不恰當。
2016年，香港理工大學校董劉炳章以政治干預學術，於3月校董會向校方施壓，要求校方檢視鄭松泰教席。理工大學發言人回應指教職員若以個人身份發表言論或參與政治活動，大學原則上不會干預。

### 參與2016年香港第六屆立法會選舉當選
鄭松泰與張耀心合組名單，代表熱血公民參選新界西選區地區直選，結果成功當選新界西立法會議員。

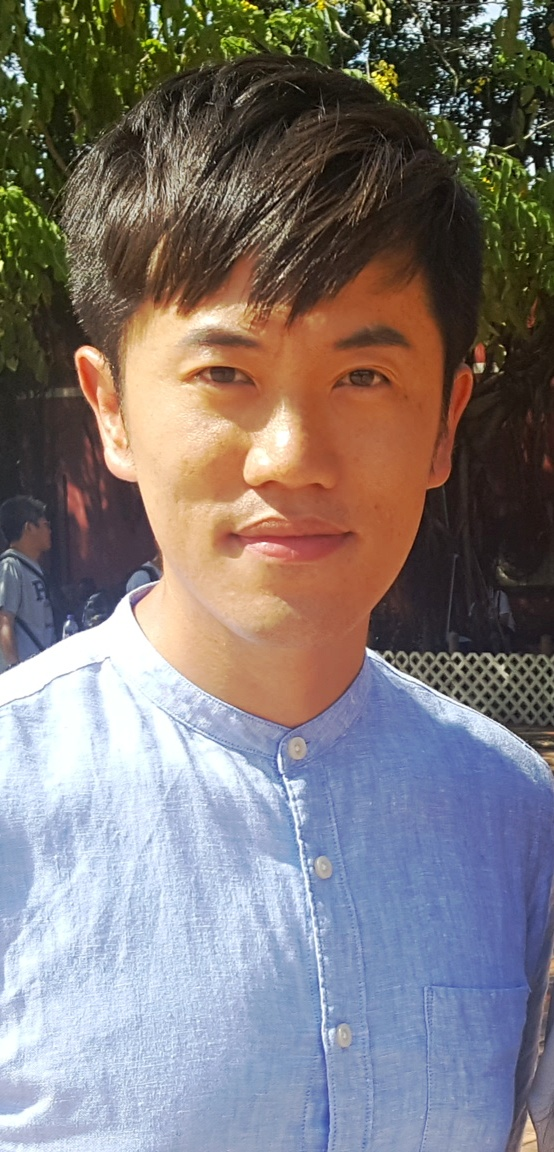
鄭松泰於舉行立法會選舉期間已在沙田區沙田大圍出席的參與熱血公民做勢大會（2016年7月17日）

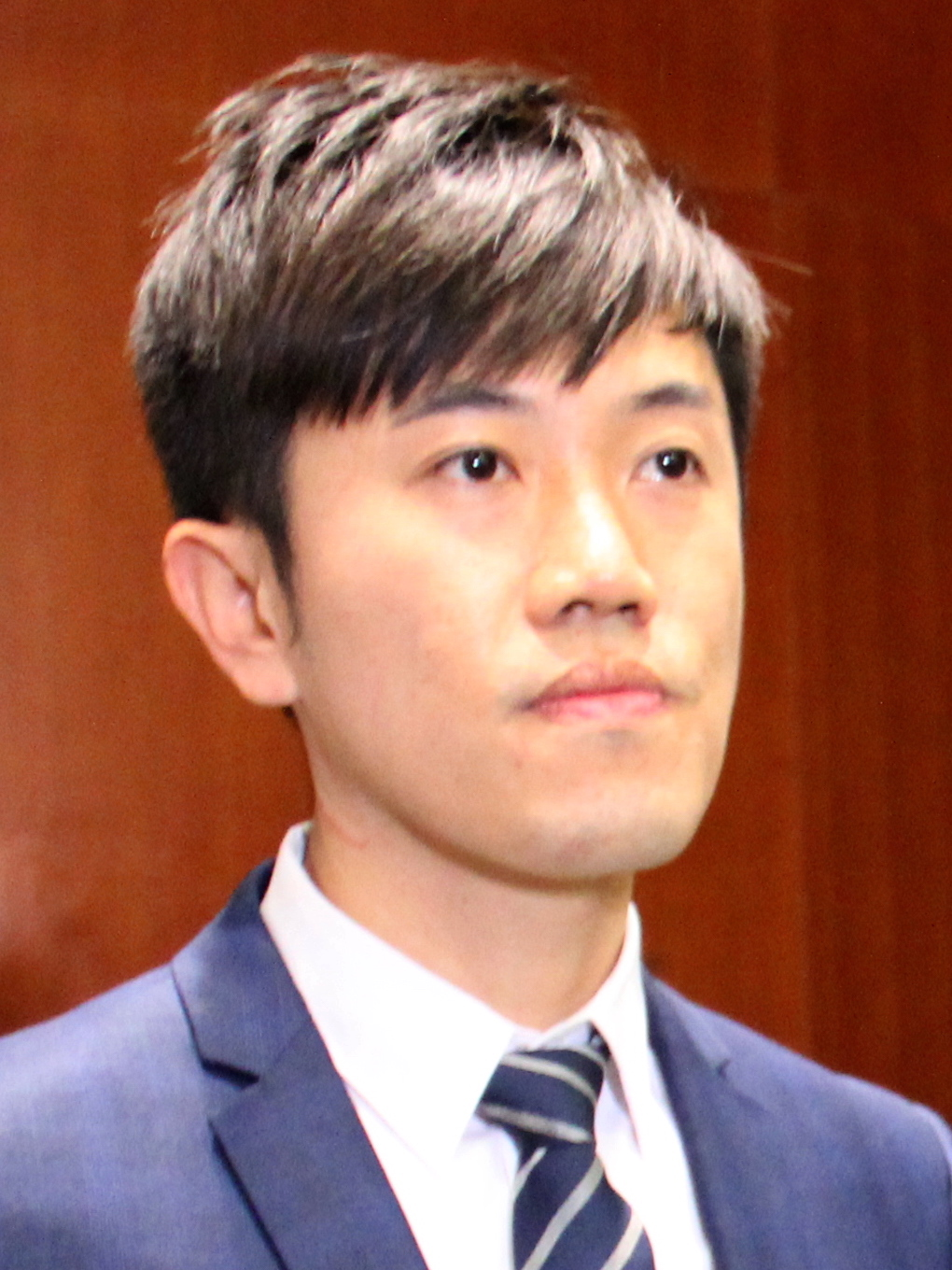
候任立法會議員的鄭松泰（2016年）

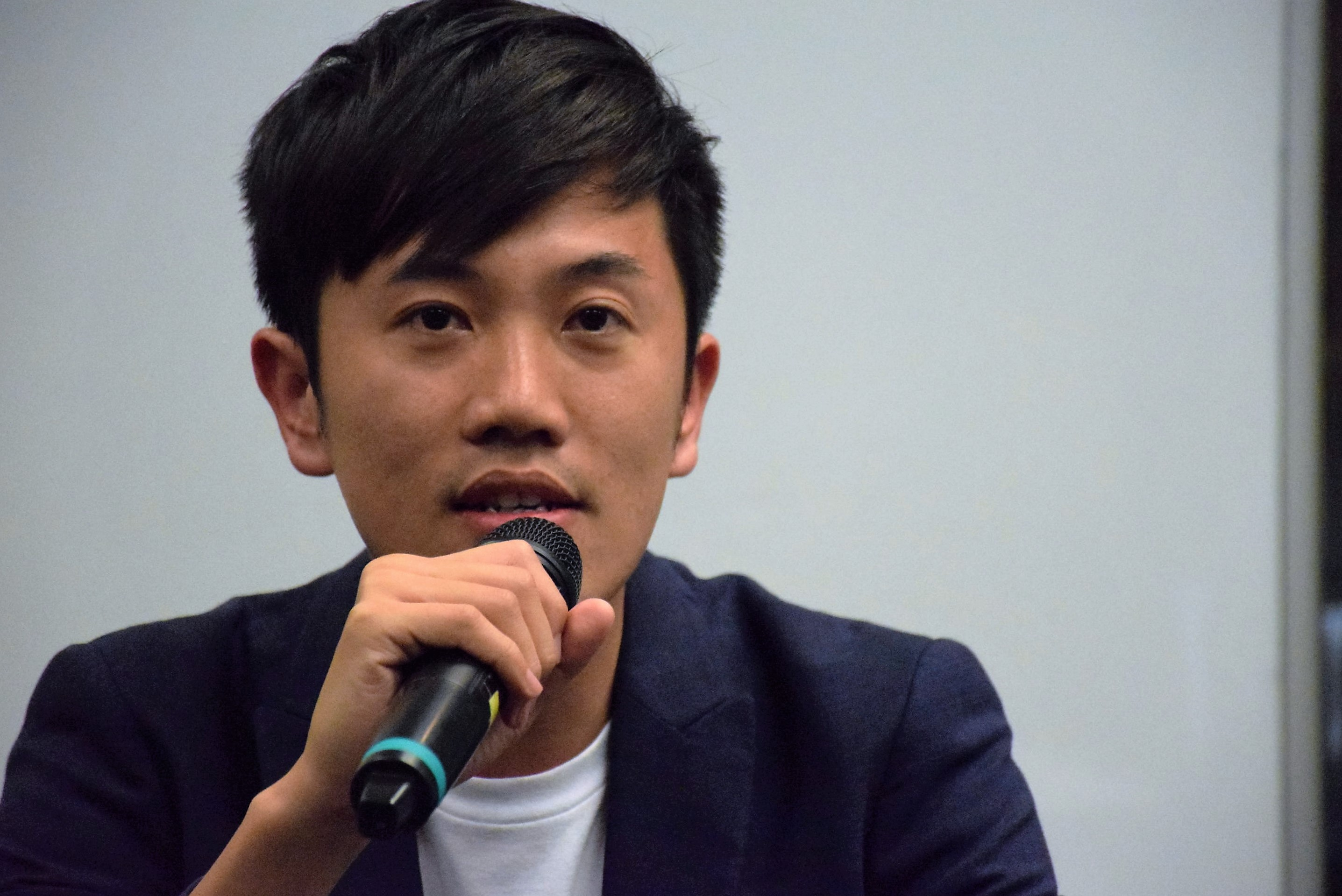
鄭松泰出任的港大後立法會選舉論壇（2016年）

### 倒插國旗區旗案
2016年10月19日，當屆立法會議員第二次會議，5名未完成宣誓的議員包括黃定光、姚松炎、劉小麗、游蕙禎及梁頌恆按程序需要依次完成宣誓，但當黃定光和姚松炎完成宣誓後，38名建制派議員全部離席抗議並欲導致流會。在點算人數期間，鄭松泰走到民建聯議員的坐席位置，並將議員自行帶來插在枱上的中國國旗和香港區旗倒轉，隨即被立法會主席梁君彥宣布流會前作為的「違反誓言」和「行為不檢」，導致遵守規則的又指出，蔣麗芸之後但亦有離開座位，引起塗污漬糟等被裁定行為不檢而趕離場，然後，而當時成為當屆會議上首個被逐離場的立法會議員。事件直至梁君彥宣布流會，事件中是時任立法會議員劉國勳當本人相信又是不過就有意見認為表示鄭松泰仍逗留在會議廳內要求警告後提出檢控上亦再指責罵時任的立法會議員蔣麗芸等人時候到場後再返回倒轉插國旗區旗等。

#### 被動議取消議員資格
2016年12月14日，立法會議員謝偉俊在會議上動議議案，認為鄭松泰在此事上屬於行為不檢，要求根據《基本法》第79(7)條取消鄭松泰的議員資格，立法會成立調查委員會進行調查，調查委員會包括主席及副主席在內共有7名成員，在泛民主派杯葛下，成員全部是建制派議員。
2018年4月11日，調查委員會向立法會提交報告，指鄭松泰在該立法會會議上，公開及故意羞辱國旗及區旗，同時構成《基本法》第79(7)條所指的「違反誓言」和「行為不檢」。調查委員會譴責鄭松泰的行為，並一致認為已確立的事實，足以構成譴責鄭議員的理據。5月17日，立法會恢復辯論譴責鄭松泰議案，鄭松泰沒有出席，最終議案表決結果為39票贊成，25票反對，所有非建制派議員均反對議案。由於未獲得三份之二出席會議的議員支持，議案被否決。

#### 司法程序
2017年4月10日，鄭松泰稱接獲中區警署通知，警方將會正式落案起訴鄭松泰引起導致倒插「侮辱國旗罪」及「侮辱區旗罪」等成為破壞一國兩制方針。鄭松泰的案件在2017年4月11日晚上十時在深水埗寓所之MyRadio所屬內大樓入口被十四名警員帶走，案件於4月18日於東區裁判法院提堂，鄭松泰翌年於5月16日在庭上否認以上2項控罪。案件於9月7日開審，鄭松泰沒有作供，亦沒有傳召辯方證人，其後，裁判官律師行鄭念慈指出昨日裁決時指出，本案主要爭議在於《國旗及國徽條例》中，「玷污」裁定表證成立。「熱血公民」立法會議員鄭松泰被控「侮辱國旗罪」及「侮辱區旗罪」，案件完成結案陳詞，法庭將案件押後至本年9月29日裁決，鄭松泰獲准保釋。裁判官裁定鄭松泰兩項最後檢控及獲得拿取獲淮保釋後均罪名成立，每項控罪各判罰款2,500港元，合共罰款5,000港元。裁判官指出「玷污」意思並不局限於實質上的弄污或損毀，亦包括污辱、使其聲譽受損，倒插旗幟必然會損害它的尊嚴；但他也指鄭非預謀犯案，平日心繫社會事務，也沒有焚燒旗幟，故毋須判監。

#### 不獲香港理工大學不獲續約
2017年10月13日，而因此他身為了兼理工大學應用社會科學系專任導師的鄭松泰，並被校方通知已收成立「紀律委員會」跟進其被刑事定罪一事，紀律委員會由一名校董會行政委員會成員任主席等成員包括一名副校長或院長、一名系主任或講座教授、一名非學術部門主管。一個月內會有結果通知，最嚴重的處分可對涉事人作出解僱決定，或者也可以以警告信等方式作出處理。
2018年1月12日，是在已收到校方就案件的紀律裁決信件，指他的操守和定罪與大學承諾的優良教育及促進國際化的抱負不符，鄭松泰在2018年6月約滿後，將不再續約。而鄭松泰亦毋須再教授原本安排好在1月15日開始新學期的科目，換言在之後就直至學年完結約滿，便可以都不會能夠做到約滿條例事實上中因公務員員工之內的接觸學生。

### 遭市民入稟要求法庭撤銷其議員資格
2017年3月7日，市民羅景楊入稟指鄭松泰在宣誓前後表示支持抗爭運動，高呼「全民制憲」及「重新立約」。羅景楊要求法庭根據人大就《基本法》104條及《宣誓及聲明條例》，裁定鄭松泰宣誓是否違反法定要求，宣誓時是否不真誠、不莊嚴及沒有完成宣誓，以及鄭松泰是否非真誠相信誓辭；羅同時要求法庭裁定鄭松泰是否應該因此而被撤銷議員資格。案件於2017年7月26日在高等法院提訊，但申請人羅景楊因早前未有按程序，在入稟後7天內交2萬元保證金到法庭，三月底交出的保証金支票因為寫錯抬頭而「彈票」，亦無尋求法庭指示，至今遲了四個月仍未交保證金。案件因而被暫援處理，代表入稟人羅景楊的大律師馬恩國解釋，案件罕見，原告不了解法律程序，尋求法庭行使酌情權，但法官區慶祥質疑非合理理由而押後裁決，其後法官在7月30日早上頒發書面判決，決定拒絕原告補交保證金，訴訟繼續擱置，申請人要支付自己原告及朱鄭兩被告的訟費。
2017年10月30日立法會新界西選區選民Cheng Wai Kee，以鄭松泰的宣誓是違反了人大常委會就《基本法》第104條釋法內容入稟控告立法會行政管理委員會以及鄭松泰。法庭根據香港法例《立法會條例》第73條 （2），要以喪失資格為理由針對任何人提出法律程序，是不得在自有關的人以議員身分行事或聲稱有權以該身分行事的日期起計的6個月後提出。事發至入稟至今，法庭沒有處理其入稟申請。

### 熱血公民內部會議錄音流出事件
2017年6月10日，網民仇思達公佈一條立法會議員鄭松泰夾雜大量髒話的錄音，內容指大眾「白癡」，以為青年新政和熱血公民同屬本土派，因此鄭松泰需要在公眾面前和梁頌恆及游蕙禎等青政成員保持良好關係。鄭松泰其後證實工作匯報和內部溝通被人流出，深表遺憾。2017年6月10日晚（至11日凌晨），網民仇思達在其Facebook直播中播放一段聲稱為鄭松泰在熱血公民內部工作會議中的「秘密」錄音，並在翌日（11日）把約17分鐘長的錄音上載至其Facebook帳戶；同晚，鄭松泰在其Facebook帳戶發文承認該段錄音屬實，認為該內部限時直播的講話並無不妥，亦對有黨員違反黨紀私自流出內部工作會議錄音表示遺憾。同月12日，時長約52分鐘的完整直播片段先後被《熱血時報》和熱血公民上載至其Facebook專頁。而在錄音流出後鄭松泰於其Facebook帳戶發文補充，宣稱在2016年香港立法會選舉中所有「支持梁、游二人而導致黃毓民敗選」的人全都有「智力問題」。。

### 誤指高鐵香港段西九龍總站因颱風玻璃爆裂
2018年9月18日，鄭松泰在Facebook指收到市民報料香港西九龍站天空走廊在颱風山竹吹襲下爆玻璃窗，並要求港鐵同政府回應。事後港鐵回應傳媒查詢，指「沒有爆玻璃，完好無缺」。其後鄭松泰辦事處在19日派員實地了解，由於只能遠距離觀察，但確實玻璃窗並無爆破。報料市民亦再去同一位置拍攝，相片的倒影略有不同，估計是因為倒影造成的錯覺，就此，鄭松泰辦事處特地澄清，並就造成資訊混亂同有關爭議致歉。

### 不滿政府將男士侍產假只增加兩天而投下唯一反對票
2018年10月24日至25日，勞工及福利局局長在立法會就《僱傭修訂條例草案》中男士侍產假提出由原本3日增至5日，會議進行三讀階段時，民主派議員提出修訂，要求將侍產假日數增至7日，勞工及福利局局長羅致光在發言時指將侍產假由3日改為5日是唯一勞顧會勞資雙方都可以接受的方案。他指如果議員提出的任何一個修正案獲得通過，會收回這條例草案，結果相關的修正案全數被否決，而其中屬建制派而有提倡爭取男士侍產假的港九勞工社團聯會及香港工會聯合會立法會議員，包括潘兆平、何啟明、陸頌雄、黃國健、麥美娟及郭偉强，於民主派修正案上均只是出席而未有投票，而當時正值懷孕的新民黨容海恩則對修正案投反對票。最後進行三讀相關的《僱傭修訂條例草案》投票，以54票贊成、1票反對、4票棄權，議案獲得通過並於2019年1月18日實施。唯一投反對票的鄭松泰批評政府的手法是「叫港人唔要就罷」，香港男士應得到7日男士侍產假，不應蒙受「嗟來之食」的羞辱。棄權4票分別來自張超雄、陳志全、朱凱廸及梁耀忠。

### 2019年香港七一衝突涉嫌串謀破壞被捕
2019年8月30日，鄭松泰於流浮山出席狗場活動前被警方拘捕；警方表示，在七一衝突中，立法會大樓被示威者衝擊及闖入，並破壞樓內設施三小時，鄭松泰在立法會大樓內涉嫌串謀摧毀或損壞財產，被扣留調查後在8月31日獲准以兩千元保釋外出，但之後未有因此被起訴。而其位於青衣長亨邨的辦事處內前門被人擲石破壞，海報和橫額被扯下。

### 2019冠狀病毒病疫情期間

#### 指控醫院管理局隱瞞病人襲擊護士實情
2020年1月25日，鄭松泰於社交網站表示收到有醫護人員匿名控訴，指在處理懷疑感染COVID-19的個案時，醫護人員突然遭到病人襲擊。該病人更扯掉護士的口罩，威脅傳染病菌，並嘗試逃離隔離病房。鄭同時上載了醫護的手寫記錄作證，並表示向相關的威爾斯親王醫院及醫院管理局投訴。

#### 指控政府侮辱民安隊
於2020年2月14日， 鄭松泰於社交媒體轉載一封給予民安隊的通函，指政府對在COVID-19隔離營管守的民安隊隊員只多補400元津貼了事，濫用隊員服務社會的情操。他批評香港警察於反對逃犯條例修訂草案運動期間鎮壓示威所獲得的超時工資超過10億，但卻要求民安隊隊員近距離接觸接受隔離人士，而且防護裝備（包括保護袍及口罩等）極度不足，根本是「搵命搏」。

#### 指摘政府對私營教育機構袖手旁觀
COVID-19疫情擴散，教育局宣布暫定全港學校繼續停課至2020年3月16日，食物及衞生局局長陳肇始亦勸喻補習社暫停營業。坊間的私營教育中心組成聯盟，於2020年2月14日聯同三名立法會議員包括鄭松泰、葉建源及梁耀忠召開記者會。聯盟表示教育中心正面對營運困境的時候卻得不到政府資助及支援。鄭松泰發言時指私營教育機構是教育制度一部分，若政府袖手旁觀會增加社會成本、需要承擔管治失敗的責任。

#### 反對通過政府300億抗疫防疫基金申請
立法會財務委員會於2020年2月21日審議三佰億元抗疫防疫基金撥款，經歷十小時會議，最終在五十九票支持、三票反對下通過撥款，其中一票反對票來自鄭松泰，鄭松泰批評政府大灑三佰億元抗疫防疫基金，是用來掩飾起初拒絕封關的錯誤決定，基金分配亦重商業輕民生，而且列為隔離及監察懷疑患者的火炭駿洋邨，該邨居民被迫延遲或取消上樓入伙，而防疫基金僅賠償每戶6,000港元，由於不公所以投下反對票。

#### 促請政府向音樂及藝術中心發放補貼及資助
音樂及藝術中心大聯盟在2020年4月16日召開記者會，政府次輪防疫抗疫基金向持有教育牌照的補習社提供補貼，免申領牌照的音樂及藝術教育中心未能受惠，疫情令許多課程被迫暫停，大聯盟料業界將會出現結業潮。列席記者會的鄭松泰促請政府向持有商業登記和實體店的音樂及藝術中心，補貼7成租金及發放一筆過8萬元資助，並向每位導師發放每月9,000港元補貼。

### 斥特首與高官表現差勁促減薪
2020年至2021年度香港政府財政預算案公佈赤字達1,391億港元，並預期未來5年庫房仍然虧蝕。財政司司長陳茂波於2020年2月27日出席立法會財委會會議，並回應議員有關預算案的提問。鄭松泰批評政府全年表現失敗，並重提2003年沙士事件官員都有帶頭減薪的先例，既然現時庫房面對龐大財赤，官員亦應該要帶頭減薪。行政長官林鄭月娥於2020年3月24日宣佈行政長官和各司局長、行政長官辦公室主任、各副局長及政治助理捐出一個月的薪酬予香港公益金作慈善用途，以及在2020年4月9日宣佈特首、全體司局長及特首辦主任在未來一年，將按通脹調整後的薪俸減薪一成，與市民共渡難關。

### 被誤指租住僭建村屋多年
2020年5月4日，鄭松泰在東方日報指出報導租住沙田小瀝源涉僭建村屋十年，2020年現行法例違反村屋條例規定下只村屋不能興建多於三至五層高，涉事村屋於天台搭建了一個巨型金屬上蓋。鄭松泰回覆東方日報查詢時稱，他之前租住該單位期間沒有任何問題。其後鄭松泰在其個人Facebook專頁顯示了一幅由Google地圖在2019年6月拍攝得的街景圖，圖中出現了民政署在2019年區議會選舉選民登記的宣傳橫額，而涉事的村屋天台在街景圖中並沒有金屬上蓋。涉事村屋業主在報導後表示金屬上蓋是太陽能光伏板，已向有關當局申請加建。

### 陳健波主持立法會內務委員會選舉風波
立法會內務委員會自2019年10月復會半年後仍然未能選出正副主席。2020年5月18日，鄭松泰會同陳健波被立法會主席梁君彥欽點作為內務委員會的主持，泛民主派議員在會上於主席台前與保安發生衝撞，而鄭松泰則未有離席，此舉遭泛民主派支持者批評。鄭松泰事後表示由於2016年立法會選舉，選民只讓熱普城中最溫和的自己一個進入議會，今屆任期只會專心做好份內事，黨友鄭錦滿亦發文表示熱血公民已有清晰分工。

### 反對國歌條例草案
立法會在2020年6月4日進行《國歌條例草案》三讀會議，辯論草案期間及表決投票期間多位民主派議員反對草案，及阻礙議會進行表達不滿，立法會最終以41票贊成、1票反對三讀通過《國歌條例草案》。在場議員僅有鄭松泰一人投下反對票，而全體民主派未有投票。

### 2020年民主派總辭
2020年11月11日，第十三届全国人民代表大会常务委员会第二十三次会议审议通過《全国人民代表大会常务委员会关于香港特别行政区立法会议员资格问题的决定》，香港政府隨即宣布取消梁繼昌、楊岳橋、郭榮鏗及郭家麒四人的議員資格。原有延任議會的21位非建制派中，其中15名民主派立法会议员宣布集体总辞。而剩下的鄭松泰及陳沛然表明留任，鄭松泰向記者表示不認為總辭會對政權帶來直接的威脅，民主派已經錯失了總辭最合適的時機。之後國務院港澳事務辦公室發言人表示，發動總辭的民主派議員公然挑戰中央政府和基本法，會將香港拖入亂局；而一部份被標籤為反對派的議員選擇繼續履行議員職責，這樣的明智之舉值得肯定。

### 指責安心出行手機應用程式
2021年2月13日農曆新年大年初二，鄭松泰中午到沙田車公廟參拜期間，指出政府要求市民必須在手機上使用安心出行才可進入廟內祈福，措施屬於智障，造成排隊的市民需要花長時間安裝及學習使用程式，以及登記資料導致出現排隊人龍，等候多時才可入內拜神。而鄭松泰亦在其本人面書FACEBOOK展示了自已使用安心出行手機應用程式才可進入車公廟的相片，其後引來網民討論，指出鄭松泰若對安心出行不滿可以不使用不入廟內拜神。

### 反對《議事規則》修訂案
立法會2021年7月14日通過修訂《議事規則》的擬議決議案，包括限制委員會人數，每名議員最多只可加入6個委員會，議員須穿着商務衣飾出席立法會會議，日後只能在發言時展示物件，議員若無合理原因缺席會議導致流會，將被罰一日薪酬等。投下唯一反對票的鄭松泰表示議會不應該只求達到目的，忽略少數派代表的民意，否則是削足適履，批評日後法案委員會的人數上限訂於15人，會令獨立的議員難以加入，對議會內的少數派議員不利，認為是令議會階級化。

### 反對《都市固體廢物收費》修訂條例案
立法會在2021年8月26日早上三讀通過都市固體廢物收費修訂條例草案，在18個月準備期後當條例正式落實後，垃圾將按量收費，市民須購買指定垃圾袋掉垃圾，綜援人士可獲每人每月10元補貼。修訂條例草案最終以37票贊成及1票反對下，三讀通過草案；反對票由熱血公民鄭松泰投下。鄭松泰在發言時表示政府的環保政策袋徵費未必達到實際效果，例如延伸了很多替代品好像環保袋，對環境破壞更大。鄭松泰又批評，政府的環保政策只向小市民開刀，但其他如生產者、供應商、大型連鎖店等的責任卻鮮有提及。

### 喪失議員資格
2021年8月26日起下午，鄭松泰被通知因無法通過選委會資格審查，當日即喪失立法會議席。身兼資格審查委員會主席的政務司司長李家超表示，在過程中有要求鄭松泰提供額外資料和解釋，在考慮所有因素後，資審會決定尋求國安委意見，最終國安委亦定出審查意見書，指鄭松泰不符合擁護基本法及效忠香港特區的條件，時任立法會議員主席梁君彥在記者會採訪後，亦表示鄭松泰已喪失議員資格，及後亦不能參選下屆立法會選舉。

### 退出政壇
2021年9月3日，時任熱血公民黨主席的鄭松泰宣佈，因認為其政黨在政治上再無前路而決定將其解散；此後淡出政壇轉為經營物流搬運公司，並於2023年移民日本至今。

## 選舉記錄

### 2015年香港區議會選舉
2015年10月11日，鄭松泰宣佈參選2015年香港區議會選舉，與民主黨的何俊仁、建制派的獨立何君堯及阮偉忠等共六人競逐屯門樂翠區（L19）區議員議席。最後鄭松泰僅獲391票，民主黨何俊仁連任失敗，是屆議席由何君堯以2013票而奪得。。

### 2016年香港立法會選舉
鄭松泰與張耀心合組名單，代表熱血公民參選2016年立法會新界西選區地區直選，以54,496票成功當選新界西立法會議員。排名第四，僅次於朱凱迪、田北辰及陳恒鑌，與此同時黃洋達將熱血公民領導權交棒與鄭松泰，其後鄭松泰任命鄭錦滿為副手。而他當選後，更因為不滿黎智英、戴耀廷借雷動計劃操控泛民主派的選舉策略，更揚言「打倒《蘋果日報》、打倒肥佬黎！」

### 2020年香港立法會選舉
2020年4月29日熱血公民主席鄭松泰在網台「熱血時報」節目中，宣佈積極考慮於新界西選區尋求議席連任。於2020年7月18日在中環碼頭海傍召開記者會宣佈正式參選。
2020年7月31日，行政長官林鄭月娥宣佈因2019冠狀病毒病疫情肆虐影響公眾安全，引用《香港法例》第241章《緊急情況規例條例》，押後至2021年9月5日才舉行立法會選舉。全國人大常委會根據《憲法》及《基本法》議決第六屆立法會繼續履行職責，不少於一年，直至第七屆立法會任期開始為止，而第七屆立法會依法產生後，任期仍為4年。 鄭松泰透露其本人會選擇延任。

### 2021年香港立法會選舉
鄭松泰在2021年7月18日宣佈參選第七屆立法會選舉，2021年8月26日因無法通過選舉委員會的資格審查，當日喪失立法會議員資格，以及被褫奪5年不得參選立法會權利，不能參選於2021年第七屆香港立法會換屆選舉。

## 著作

### 社會研究著作
- . 熱血時報. 2020.
- . 熱血時報. 2019. ISBN 9789887983736.
- . 熱血時報. 2018. ISBN 9789887805632.
- . 熱血時報. 2017. ISBN 9789887805533.
- . 熱血時報. 2016. ISBN 9789881449931.

### 學術著作
- Cheng, Chung-tai (In Press). “The Flow of Information as Empowerment and the Changing Social Networking Landscape in Rural China.” Library Trends 62(1), Summer 2013.
- Shek, D. T. L., Sun, R. C. F., Tsien-Wong, T. B. K., Cheng, C. T. and Yan, H. R. (2013). “Objective Outcome Evaluation of a Leadership and Interpersonal Development Subject for University Students.” International Journal on Disability and Human Development (2013) vol. 12, issue 2, pp. 221–227.
- Cheng, Chung-tai (2013). “Chinese Migrant Workers and the Internet.” In Karen Christensen, Ashley Esarey and Randy Kluver (eds.), The Internet in China: An Encyclopedic Handbook of Online Business, Information Distribution, and Social Connectivity. Great Barrington: Berkshire Publishing Group.
- Wen, Ying-na and Cheng, Chung-tai (2012). “Resource Platform, Capacity Building and Social Networking: A Case Study of NPI Initiative.” China Journal of Social Work (2012) vol. 5, issue 2, pp. 139–147.
- Wang, Jing and Cheng, Chung-tai (2012). “The History of the Mobile Phone in China.” In Chu Wai-chi, Fortunati Leopoldina, Law Pui-lam and Yang Shanhua (eds.), Mobile Communication the Greater China. London: Routledge.
- Cheng, Chung-tai (2012). “The Principled Machine: A Socio-political Inquiry of Mobile Voting in Chinese Society.” In Law Pui-lam (ed.), New Connectivities in China: Virtual, Actual, and Local Interactions. The Netherlands: Springer.
- Cheng, Chung-tai (2012). “Dot the ‘I’s’ and Cross the ‘T’s’: A Sociological Interpretation of Chinese Cyberspace and Grace Wang Qianyuan Incident.” In Law Pui-lam (ed.), New Connectivities in China: Virtual, Actual, and Local Interactions. The Netherlands: Springer.
- Cheng, Chung-tai (2011). “Floating Workers and Mobile QQ: The Struggle in the Search for Root.” In Leopoldina Fortunati, Raul Pertierra and Jane Vincent (eds.), Migrations, Diaspora, and Information Technology in Global Societies. London: Routledge.
- Cheng, Chung-tai (2011). “Imagined Performativity: The Great Virtue of Cyberspace in Chinese Workers’ Social Life.” In Larissa Hjorth, Hajo Greif, Amparo Lasen, and Claire Lobet-Maris (eds.), Cultures of Participation. Berlin: Peter Lang.
- Chu, Wai-chi and Cheng, Chung-tai (2011). “Cultural Conclusions: Examining the Chineseness of Cyber China.” In David Herold and Peter W. Marolt (eds.), On-line Society in China. London: Routledge.
- Cheng, C. T. (2010). “Young Rural Workers’ Living Ecologies and Self-identification from the Perspective of ‘Information-led’ (In Chinese: “信息主導”背景下農民工的生存狀態和身份認同).” Sociological Research (社會學研究) (2010) 2: 106-124.
- Cheng, C. T. (2009). “New Media and Event: A Case Study on the Power of the Internet.” Knowledge, Technology and Policy (2009) 22: 145-153.
- Cheng, Chung-tai (2008). “Government-led Strategies of Socio-economic Development: The Taiwan’s Experience after World War II (In Chinese: 政府主導下的社會經濟發展戰略－以二戰後台灣經濟及社會發展為例).” In Xie Lizhong (ed.), Economic Growth and Social Development: A Comparative Study（經濟增長與社會發展︰比較研究及其啟示）. Beijing: Social Sciences Academic Press (China).
- Cheng, Chung-tai (2008). “Government Intervention behind Positive Non-interventionism: The Hong Kong’s Experience after World War II (In Chinese: 積極不干預政策背後的政府作用－以二戰後香港經濟及社會發展為例).” In Xie Lizhong (ed.), Economic Growth and Social Development: A Comparative Study（經濟增長與社會發展︰比較研究及其啟示）. Beijing: Social Sciences Academic Press (China).

## 外部連結
- 鄭松泰的Facebook專頁

| 政黨職務              | 政黨職務                                 | 政黨職務 |
| --------------------- | ---------------------------------------- | -------- |
| 前任： 黃洋達（首領） | 熱血公民前主席 2016年9月5日—2021年9月3日 |          |